# Will Batts
Will Batts (* 24. Januar 1904 in Michigan City, Mississippi; † 16. April 1954) war ein US-amerikanischer Bluessänger und Musiker (Geige, Gitarre).

## Leben und Wirken
Batts spielte bereits mit neun Jahren Geige in der Stringband seines Vaters; außerdem lernte er Mandoline und Gitarre. In den 1930er-Jahren spielte er bei D.M. „Doctor“ Higgs und Sam Dane in Jack Kellys Memphis Jug Band sowie als Begleitmusiker für den Minstrel-Sänger Frank Stokes. Unter eigenem Namen spielte er 1933 für Vocalion Records mit Jack Kelly einige Songs ein wie „Cadillac Baby“, „Country Woman“ und „Highway No. 61 Blues“, weitere Aufnahmen entstanden 1939. Im Jahr 1934 leitete er eine eigene Band. Letzte Aufnahmen entstanden 1952 mit Big Walter Horton.